# Hambleton, Rutland
Hambleton är en ort och civil parish i Storbritannien.   Den ligger i grevskapet och kommunen Rutland och riksdelen England, i den sydöstra delen av landet, 130 km norr om huvudstaden London. Orten benämns även Upper Hambleton. 
Den ligger vid reservoaren Rutland Water.